# Gießkannenmuseum

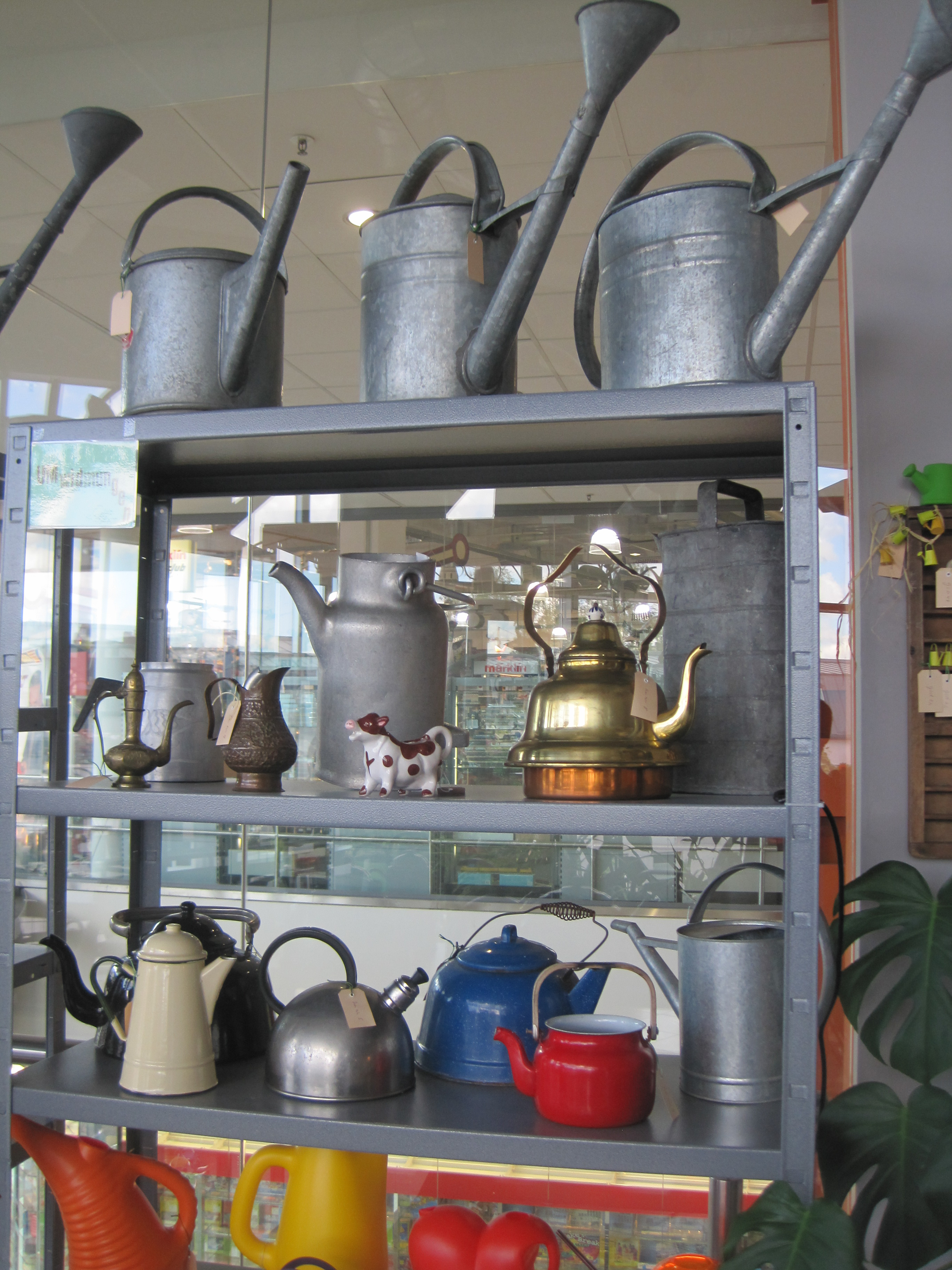
Blick in die Ausstellung (Mitte 2012)

Das Gießkannenmuseum ist ein Museum für Gießkannen und andere Bewässerungsinstrumente in der mittelhessischen Stadt Gießen. Es wurde 2011 im Vorfeld der Landesgartenschau Gießen 2014 als Mitmachprojekt für die Bürgerschaft ins Leben gerufen, nach dem Motto der Vorbereitungsphase „Des Gärtners erste Pflicht: Gießen!“

## Träger und Betreiber
Trägerin ist die Stadt Gießen, der Betrieb erfolgt durch die Künstlergruppe gärtnerpflichten (Oliver Behnecke, Ingke Günther, Esther Steinbrecher, Jörg Wagner, Manuela Weichenrieder), die auch mit der Konzipierung und Durchführung weiterer partizipativer Aktionen sowie eines Rahmenprogramms zur Vorbereitung der Gartenschau beauftragt war.

## Standort
Die Sammlung war zunächst temporär im ehemaligen Marktwärterhäuschen bei den Marktlauben zu sehen, ab 2011 war sie auf etwa 150 Quadratmetern im zweiten Obergeschoss der Galerie Neustädter Tor einquartiert. Seit September 2017 ist sie auf etwa 100 Quadratmetern in einem umgebauten Ladengeschäft in unmittelbarer Nähe zum Botanischen Garten Gießen untergebracht.

## Konzept und Realisation der Sammlung
Die Sammlung wurde fast zur Gänze aus von Bürgern gespendeten oder als Dauerleihgabe zur Verfügung gestellten Objekten zusammengetragen. Sie besteht inzwischen (Stand September 2017) aus gut 1200 Exponaten, die nicht allein aus Gießen, sondern aus vielen Ländern der Welt stammen.
Im Fokus stehen dabei nicht besonders alte oder wertvolle Kannen, sondern der Formen- und Materialreichtum dieses Gegenstandes der Alltagskultur.
Die Ausstellung ist gegliedert in kleine Gießkannen für den Innenbereich (Zimmer, Kakteen und Balkon) und größere für den Außenbereich. Innerhalb dieser Kategorien wird nochmals unterteilt nach dem Material (Kunststoff, Metall, Keramik). Spielzeug-Gießkannen für Kinder werden einer eigenen Kategorie zugeordnet, ebenso reine Dekorationsobjekte.
Alle Stücke werden auf Karteikarten erfasst, die mit Angaben zu Herkunft, eventuell damit verbundenen Erinnerungen, Besonderheiten und Erhaltungszustand versehen sind, fotografiert und auf einer Website virtuell und somit unabhängig von den Öffnungszeiten des realen Museums präsentiert.
Ergänzt wird die Ausstellung durch die Präsentation einiger Druckgrafiken mit Abbildungen von Gießkannen aus dem 19. Jahrhundert. Seit März 2012 behandelt die Gesprächsreihe „Fachsimpeln“ Themen rund um die Gießkanne. Das Museum hat bereits mehrfach einen Kalender mit Fotos von Kannen herausgebracht.

## Kooperationen
Seit Frühjahr 2012 kooperiert das Gießkannenmuseum mit dem Frankfurter Kunstprojekt botanoadopt von Haike Rausch und Torsten Grosch (431art), das „vernachlässigte und mißhandelte Zimmerpflanzen“ mit individuellen Namen und Biografie versieht und sie mittels Präsentation im Gießkannenmuseum zur Adoption vermittelt. Ein Austausch besteht auch mit dem im Februar 2013 gegründeten Museum der Gartenkultur in Bayern.